# Twisted (Everyday Hurts)
Twisted (Everyday Hurts) è il secondo singolo estratto dal secondo album degli Skunk Anansie, Stoosh. È stato pubblicato nel febbraio 1997 ed ha raggiunto la posizione #26 nella classifica dei singoli del Regno Unito. 

## Tracce

### CD1
- Twisted (Everyday Hurts)
- She's My Heroine (Polyester & Cotton Mix)
- Milk Is My Sugar (Cement Mix)
- Pickin On Me (Instrumental Picknmix)"

### CD2
- Twisted (Everyday Hurts) (Cake Mix)
- Pickin On Me (Pick'n'Mix)
- Yes It's Fucking Political (Comix)
- Milk Is My Sugar (Instrumental Cement Mix)

## Classifiche
| Classifica (1996) | Posizione massima |
| ----------------- | ----------------- |
| Islanda           | 3                 |
| Paesi Bassi       | 100               |
| Regno Unito       | 26                |